# Câncer colorretal hereditário sem polipose

Exemplo de herança autossômica dominante. Vermelhos são afetados e azuis não afetados, quadrados são homens e círculos mulheres. Nesse exemplo a chance foi 50% de filho ou filha de um portador com um sano de passar o gene.

Câncer colorretal hereditário sem polipose (HNPCC) é uma neoplasia maligna no intestino grosso causado por uma mutação em algum dos genes responsáveis pelo reparo do DNA. Afeta uma em cada 500 a 2000 pessoas. O câncer surge por volta dos 44 anos, enquanto na população geral normalmente só surge depois dos 60 anos. É o câncer mais comum em pessoas com Síndrome de Lynch.

## Síndrome de Lynch
Síndrome de Lynch é uma desordem genética, autossômica dominante caracterizada por 80% de risco de câncer no intestino grosso. Indivíduos com a síndrome de Lynch também possuem elevado risco de câncer de endométrio, ovário, estômago,intestino delgado, vesícula biliar, renal, cérebro ou pele.
No caso do câncer colorretal, a malignidade não origina-se de pólipos, como é comum em outros casos de câncer colorretal. Acredita-se que aproximadamente cerca de 5% de todos os casos de câncer colorretal sejam em portadores dessa síndrome.

## Causa
O defeito pode estar nos genes MLH1 (60%), MSH2 (30%), MSH6 (8%), PMS2(1%) ou em outros genes raramente afetados (1%). Normalmente mutações são reparadas e células defeituosas são destruídas antes de crescer descontroladamente, mas sem os genes responsáveis por reparar ou destruir essas células atípicas, elas podem crescer descontroladamente prejudicando as células saudáveis. Esse fenômeno é chamado de câncer.

## Tratamento
Não há cura pra síndrome de Lynch, os cânceres podem ser tratados, mas novos cânceres eventualmente surgem. Indivíduos com esta síndrome podem optar por fazer um exame genético para comprovar a presença de defeitos genéticos. Indivíduos com alto risco de possuirem Lynch são aqueles com parentes próximos (pais e irmãos) com essa síndrome, ou três ou mais parentes de sangue (afetando duas ou mais gerações familiares) afetados por câncer colorretal. 
O monitoramento anual com colonoscopia, tomografia computadorizada e ressonância magnética é recomendado a partir dos 40 anos entre parentes de pessoas com síndrome de Lynch para diagnosticar tumores precocemente. Os cânceres são tratados normalmente com cirurgia, radioterapia e quimioterapia. Em mulheres recomenda-se remover o útero, ovários e trompas preventivamente, induzindo a uma menopausa precoce antes dos 50 anos.